# Virgin Moon
「Virgin Moon」（ヴァージン・ムーン）は、吉川晃司が1991年4月12日にリリースした13枚目のシングル。

## 解説
ギタリストの布袋寅泰とのロックユニットであるCOMPLEXの活動休止後、ソロ活動再開の第1弾シングルとして発売。ブティックJOYのコマーシャルソングとして使用。
アルバム『LUNATIC LION』（1991年）収録ヴァージョンは「Virgin Moon〜月光浴」であり、本楽曲終了後そのまま連続で「月光浴」と名付けられたInstrumental楽曲が収録されている。
カップリング曲「Black Corvette」は後のアルバム『LUNATIC LION』に収録されず、ベスト・アルバム『DON'T STOP ME NOW』（1997年）にて初収録。シングル「KEY 〜胸のドアを暴け〜」（1998年）及びアルバム『HEROIC Rendezvous』（1998年）では「Black Corvette'98」として新録ヴァージョンが収録された。

## 収録曲
1. Virgin Moon
作詞：吉川晃司／作曲：吉川晃司/後藤次利／編曲：後藤次利
2. Black Corvette
作詞・作曲：吉川晃司／編曲：ホッピー神山

## 参加ミュージシャン
- 吉田光 - ギター
- 後藤次利 - ベース
- 山木秀夫 - ドラムス（「Virgin Moon」のみ）
- ホッピー神山 - キーボード
- スティーヴ エトウ - パーカッション
- 菅原弘明 - キーボードプログラミング

## リリース履歴
| No. | 日付          | レーベル           | 規格          | 規格品番                       | 最高順位 | 備考 |
| --- | ------------- | ------------------ | ------------- | ------------------------------ | -------- | ---- |
| 1   | 1991年4月12日 | 東芝EMI／EASTWORLD | 8センチCD・CT | TODT-2642 (CD)・TOST-2642 (CT) | 5位      |      |

## 収録アルバム
- Virgin Moon
  - LUNATIC LION（1991年）
  - DON'T STOP ME NOW（1997年）

- Black Corvette
  - DON'T STOP ME NOW（1997年）
  - BEST BEST BEST 1989-1995（2005年）
  - B-SIDE+（2014年）